# Нери ди Бичи
Нери ди Бичи, также Нери ди Биччи (итал. Neri di Bicci; 1418, Флоренция, Тоскана — 1492, Флоренция) — итальянский живописец флорентийской школы периода кватроченто.

## Биография
Нери ди Бичи родился во Флоренции, в семье потомственных художников периода интернациональной и тосканской готики. Его дед — живописец Лоренцо ди Бичи, отец, также живописец, — Биччи ди Лоренцо. Нери ди Бичи учился в мастерской отца, а после его смерти в 1452 году стал руководителем живописной мастерской. Деятельность Нери ди Бичи задокументирована в его собственном дневнике, так называемых «Воспоминаниях» (Ricordanze), составленном между 1453 и 1475 годами.
Нери работал во Флоренции. Наиболее известны его росписи по заказам церквей Санта-Мария-Новелла, Сан-Панкрацио, Санта-Тринита. Не обладая популярностью таких мастеров как Доменико Гирландайо или Сандро Боттичелли, он, вероятно, был более доступен для простых заказчиков, среди которых мы находим приходских священников и простых горожан. Из его дневника мы узнаём, что помимо росписей и алтарных картин в храмах, он делал рисунки для тканей, мебельной резьбы, домашних статуэток и росписей сундуков «кассоне».
Тем не менее, он не был свободен от нововведений, напротив, вскоре выработал свой собственный стиль, которому он оставался верен на протяжении всей своей сорокалетней карьеры, основанный на переосмыслении произведений многих флорентийских художников второй половины пятнадцатого века, в том числе произведений Фра Анджелико, Филиппо Липпи, Доменико Венециано и Андреа дель Кастаньо. Одной из характерных черт живописи Нери ди Бичи является использование ярких красок, которые придают его работам особенную цветовую силу.
Его работы хранятся в музее города Сан-Миниато, пинакотеках Вольтерры, Сиены, Палаццо Вителли-алла-Канноньера в Читта-ди-Кастелло, Национальном музее искусств Каталонии в Барселоне.

## Галерея

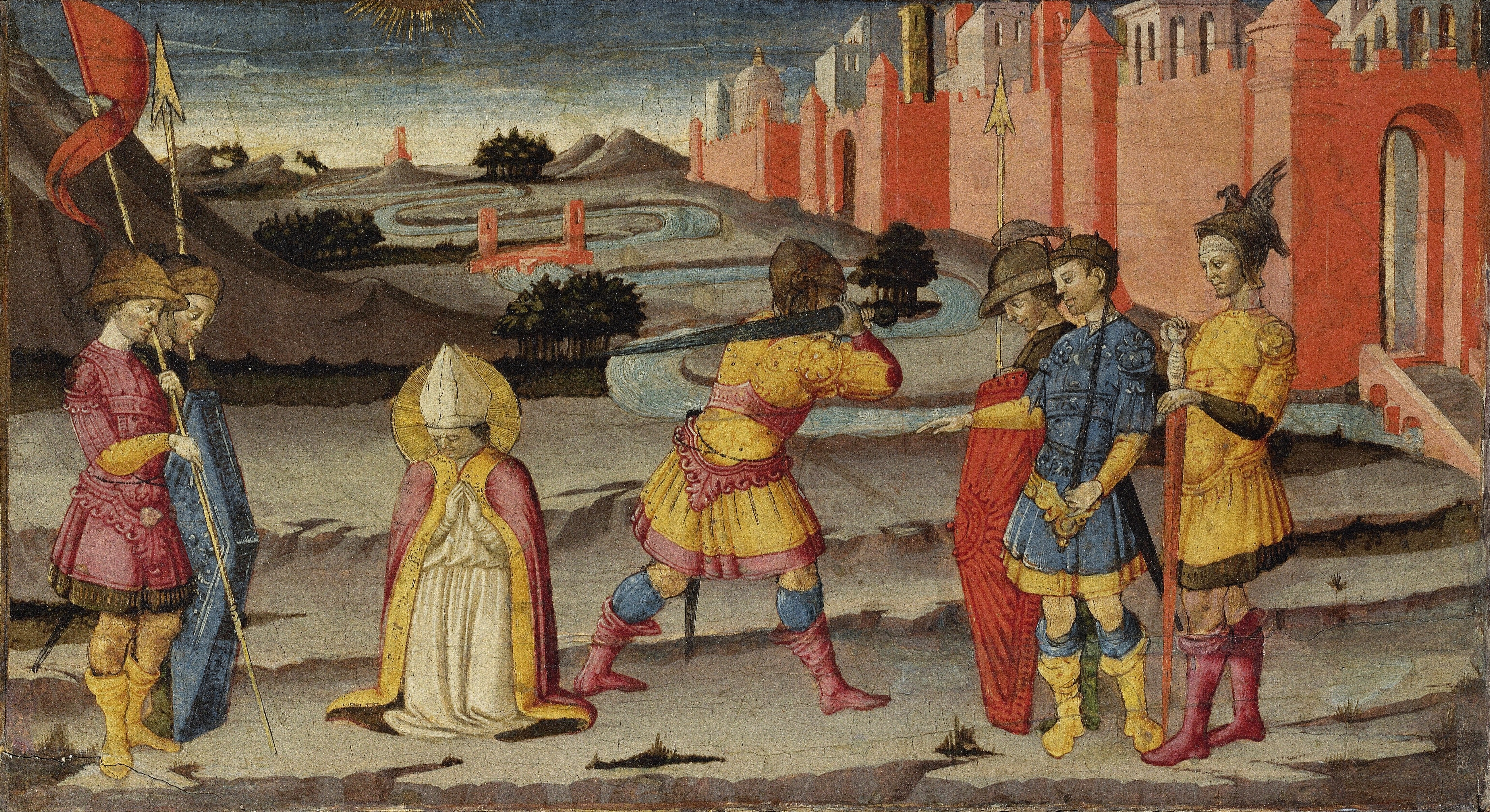
Мученичество Св. Януария. Пределла алтаря. Дерево, темпера
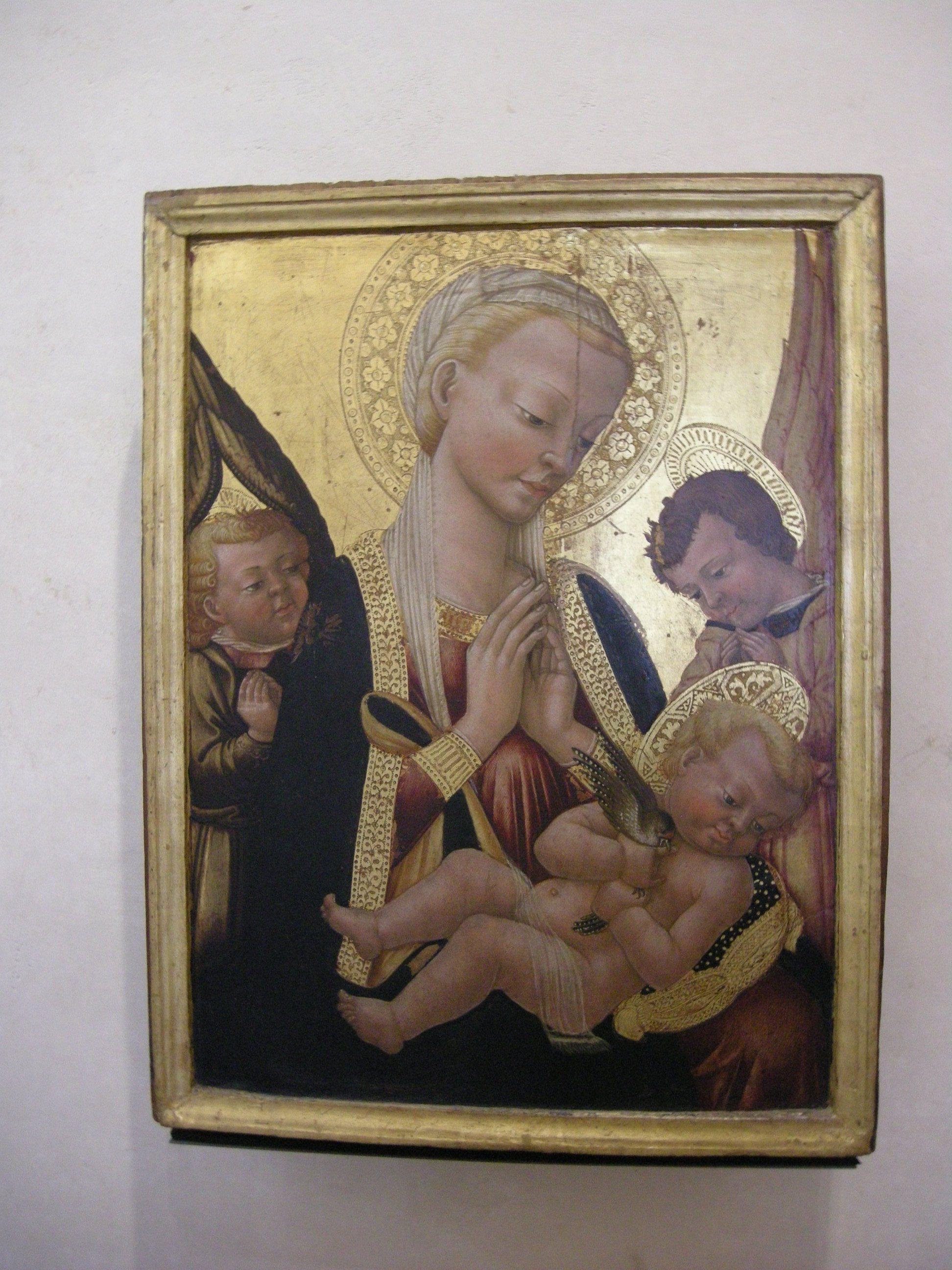
Мадонна с Младенцем и ангелами. 1440-е. Дерево, темпера. Палаццо Вителли-алла-Канноньера, Читта-ди-Кастелло
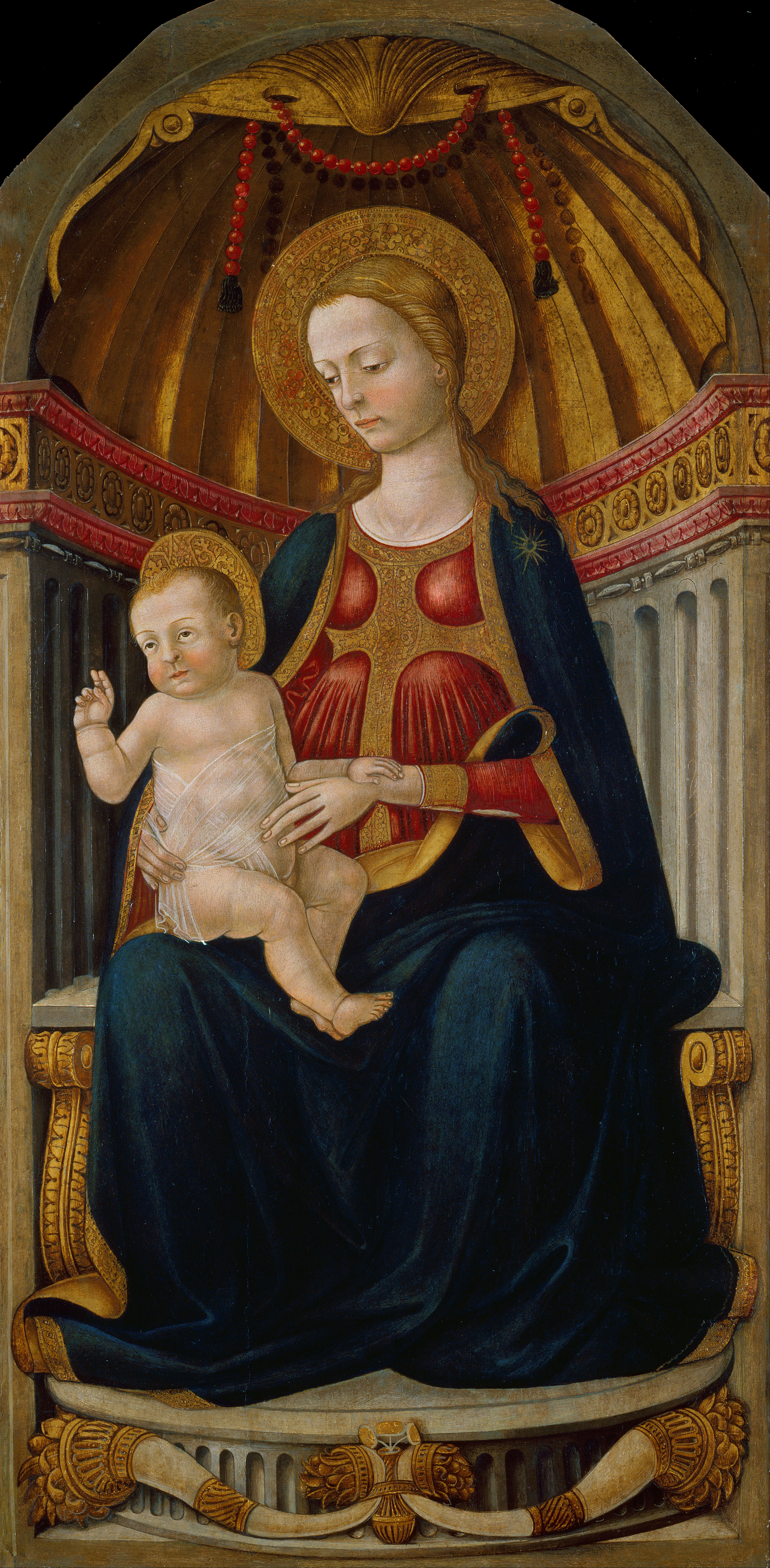
Мадонна с Младенцем на троне. Дерево, темпера. Национальный музей искусства Каталонии, Барселона
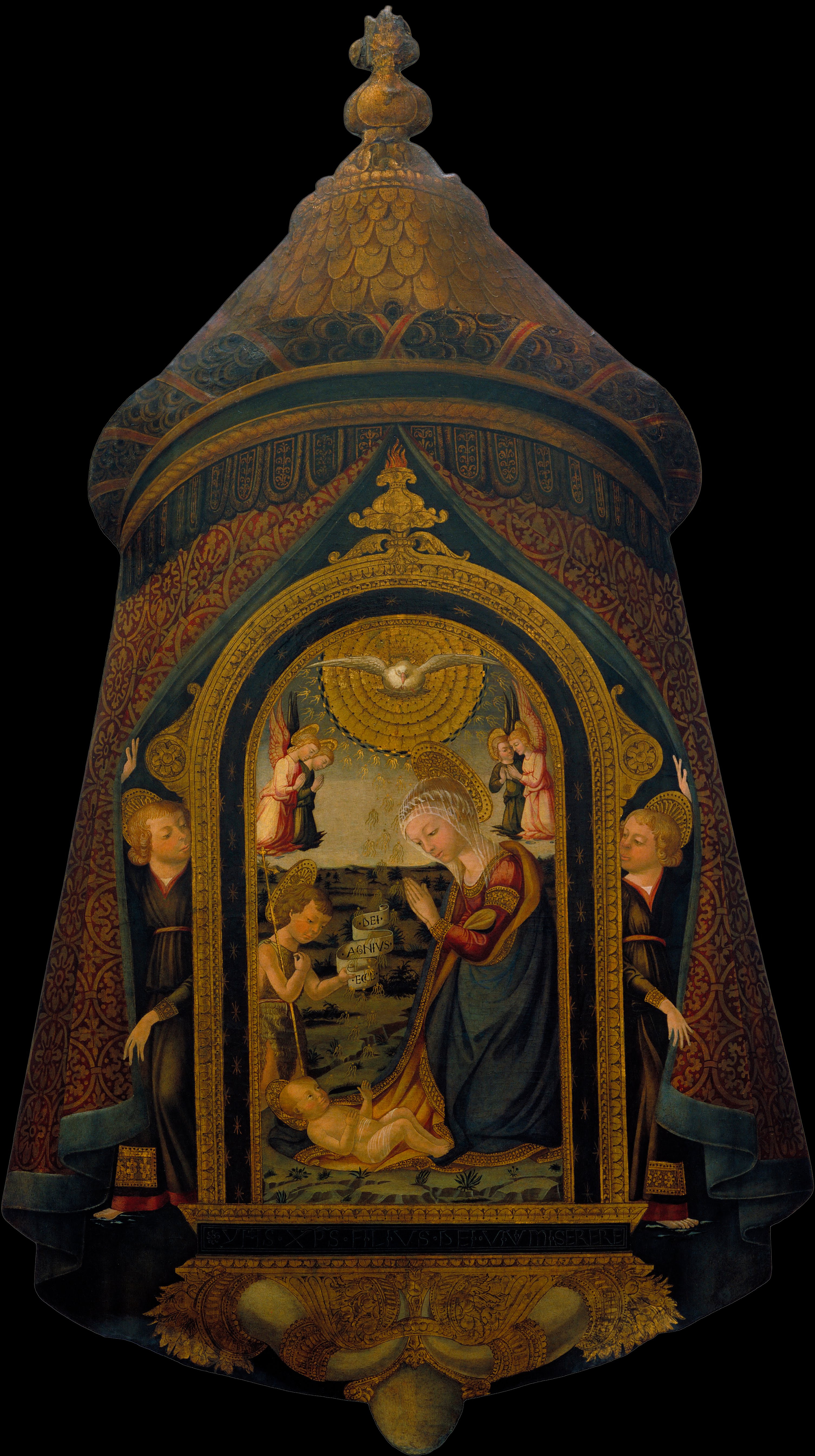
Поклонение Младенцу Мадонны, Св. Иоанна Крестителя и ангелов. Процессионный штандарт. Дерево, темпера, позолота. Национальный музей искусства Каталонии, Барселона
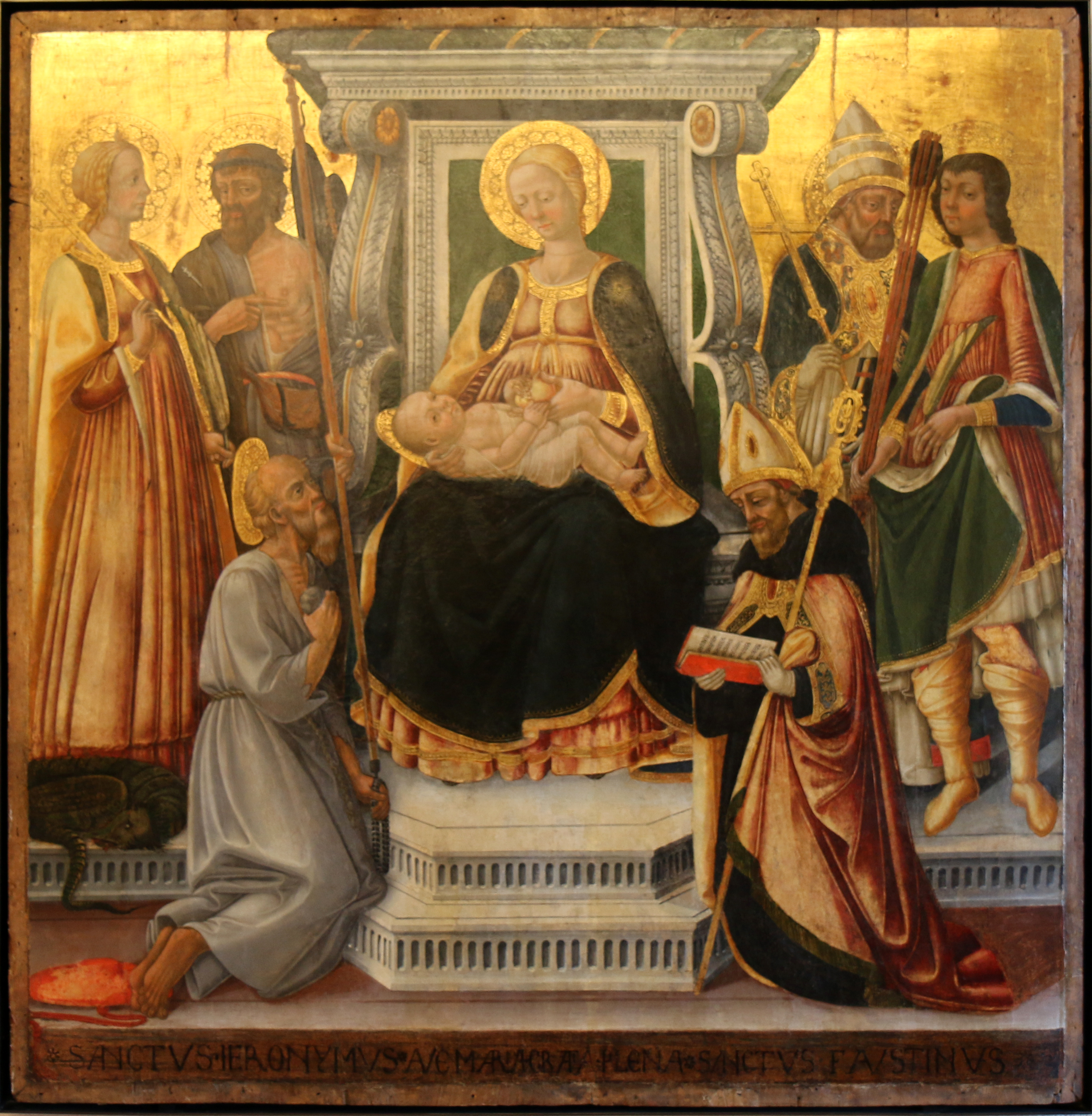
Мадонна с Младенцем и святыми. Ок. 1485. Дерево, темпера, позолота. Музей Малого дворца, Авиньон
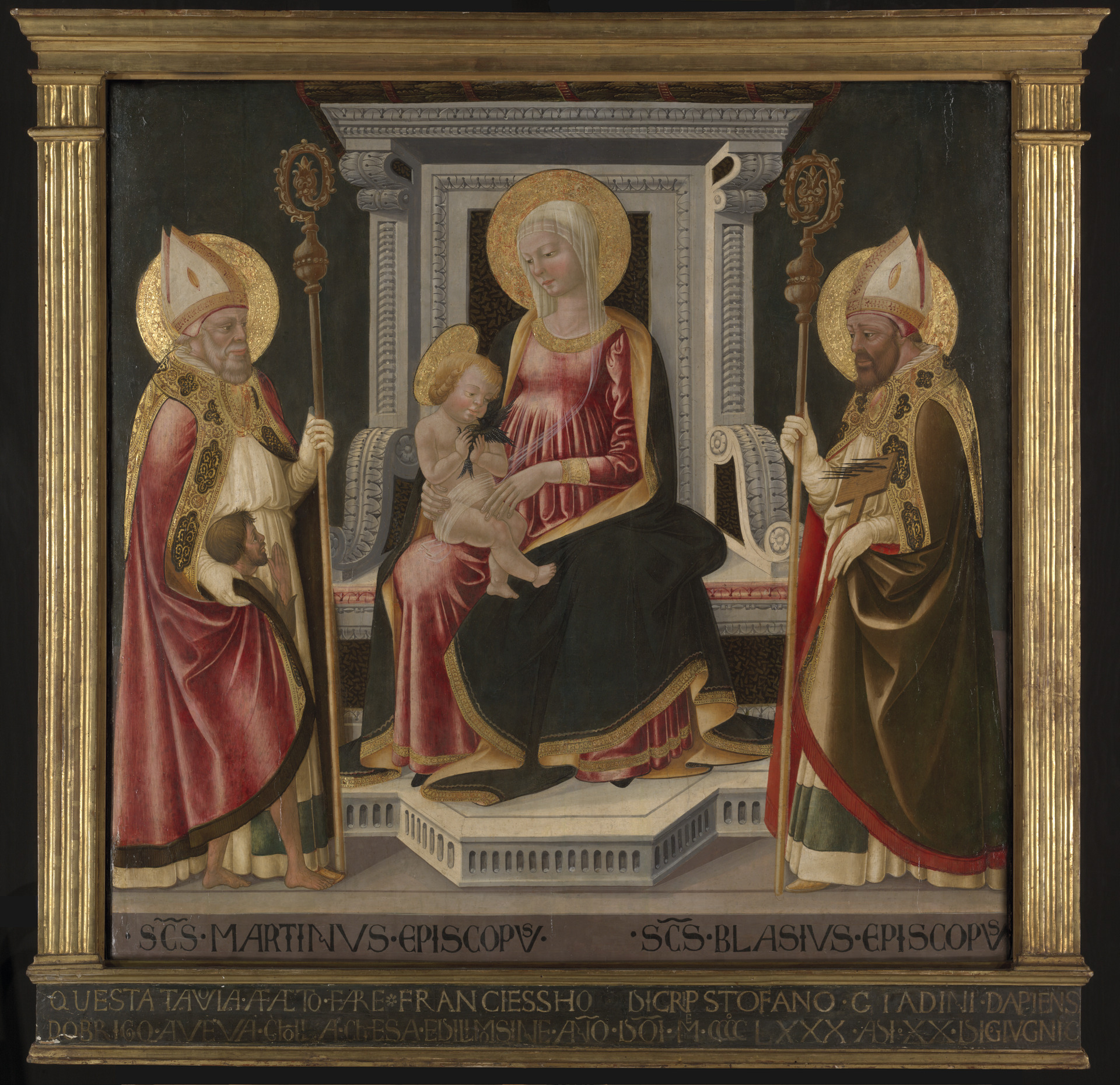
Мадонна с Младенцем между Св. Мартином Турским и Св. Блейзом (Власием) Севастийским. 1476. Дерево, темпера. Художественная галерея Йельского университета, Нью-Хейвен
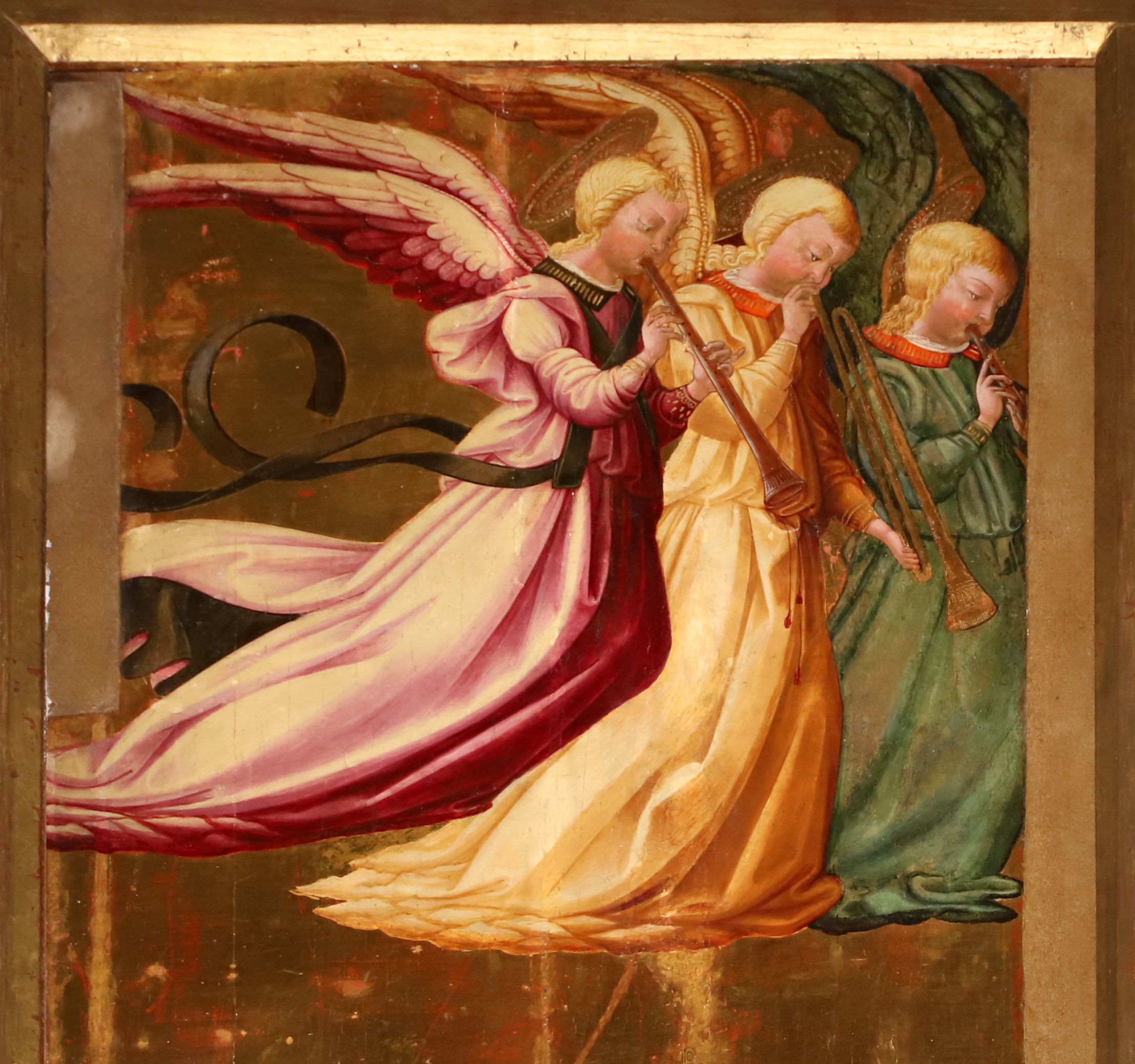
Музицирующие ангелы. 1468. Деталь росписи церкви Санта-Мария-Ассунта, Сиена